# Coutansouze
Coutansouze (okzitanisch Costansosa) ist eine französische Gemeinde  mit 158 Einwohnern (Stand 1. Januar 2022) im Département Allier in der Region Auvergne-Rhône-Alpes (vor 2016 Auvergne). Sie gehört zum Arrondissement Vichy und zum Kanton Gannat.

## Lage
Die Gemeinde Coutansouze liegt in der Landschaft des Bourbonnais in den nördlichsten Ausläufern des Zentralmassivs, etwa 36 Kilometer westnordwestlich von Vichy. Umgeben wird Coutansouze von den Nachbargemeinden Louroux-de-Bouble im Westen und Norden, Chirat-l’Église im Nordosten, Bellenaves im Osten, Lalizolle im Süden sowie Échassières im Westen.

## Bevölkerungsentwicklung
| Jahr                       | 1962 | 1968 | 1975 | 1982 | 1990 | 1999 | 2006 | 2016 | 2022 |
| Einwohner                  | 167  | 179  | 155  | 129  | 103  | 109  | 121  | 153  | 158  |
| Quellen: Cassini und INSEE |      |      |      |      |      |      |      |      |      |

## Sehenswürdigkeiten
- Kirche Saint-Gervais und Saint-Protais
- Viadukt von Le Belon, Monument historique

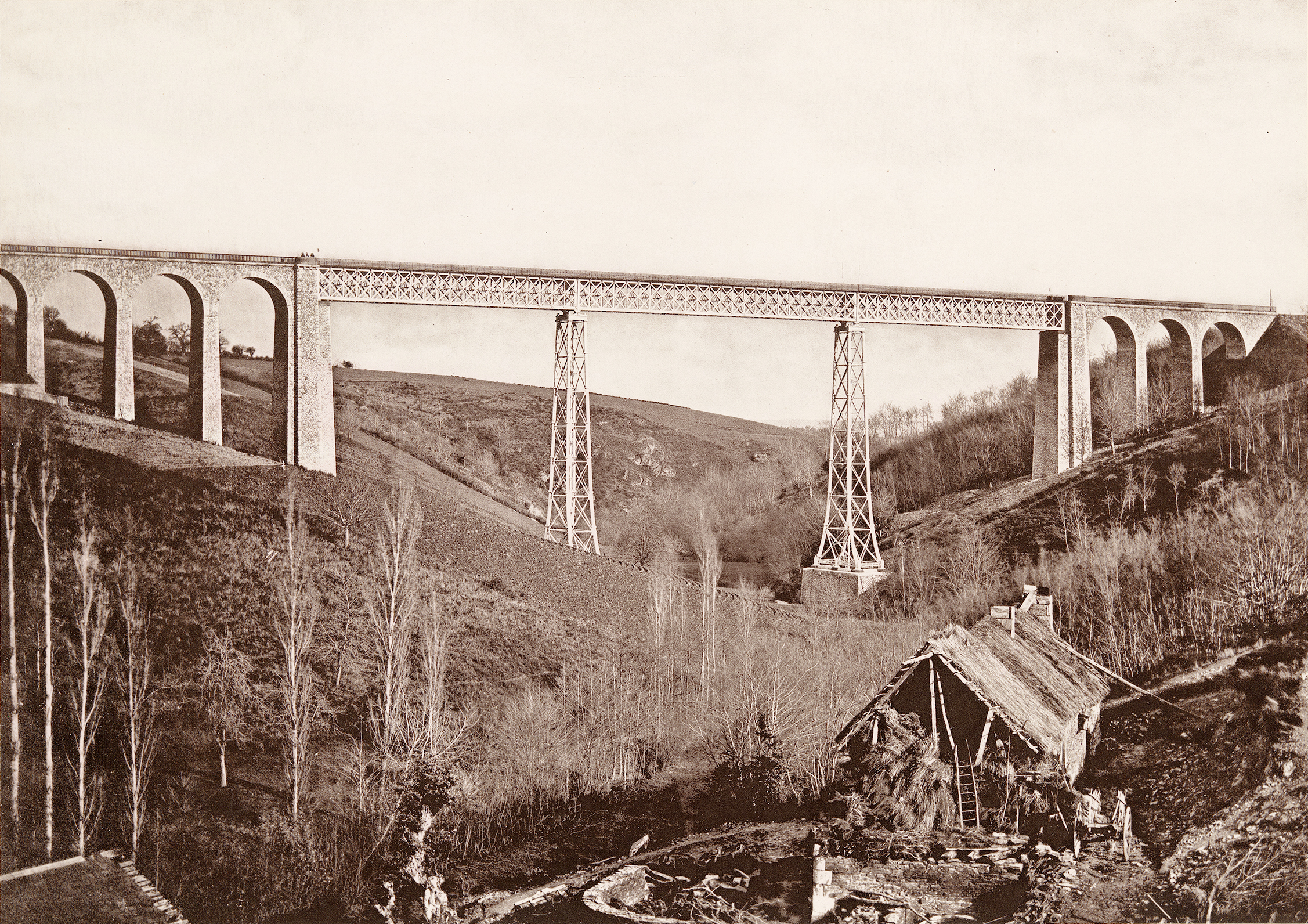
Viadukt von Le Belon, Aufnahme von 1883

- Viadukt von La Perrière